# Friedrich August von Dieskau
Friedrich August von Dieskau, zeitgenössisch meist von Dießkau, (* 28. November 1732 in Eilenburg; † 2. Januar 1792 in Prag) war ein kaiserlich-königlicher Generalmajor. 

## Leben
Er stammte aus dem meißnischen Adelsgeschlecht von Dieskau und war der Sohn von Heinrich von Dieskau. Er hatte noch zwei ältere Brüder, von denen Christian Wilhelm wie er die Militärlaufbahn einschlug. Busso Carl Heinrich von Dieskau hingegen wurde Hofmarschall des Herzogs von Anhalt-Köthen.
In der k. k. Armee stieg Dieskau bis zum Generalmajor auf. Er lebte bis zuletzt unverheiratet in der Hauptstadt des Königreichs Böhmen und ließ sich dort als Baron ansprechen, obwohl offiziell keine Erhebung in den Freiherrenstand erfolgt war.